# Терме Луиђане (Козенца)
Терме Луиђане је насеље у Италији у округу Козенца, региону Калабрија.
Према процени из 2011. у насељу је живело 146 становника. Насеље се налази на надморској висини од 145 м.